# Libéro (football)
Pour les articles homonymes, voir libero.
 (novembre 2010).
Si vous disposez d'ouvrages ou d'articles de référence ou si vous connaissez des sites web de qualité traitant du thème abordé ici, merci de compléter l'article en donnant les références utiles à sa vérifiabilité et en les liant à la section « Notes et références ».

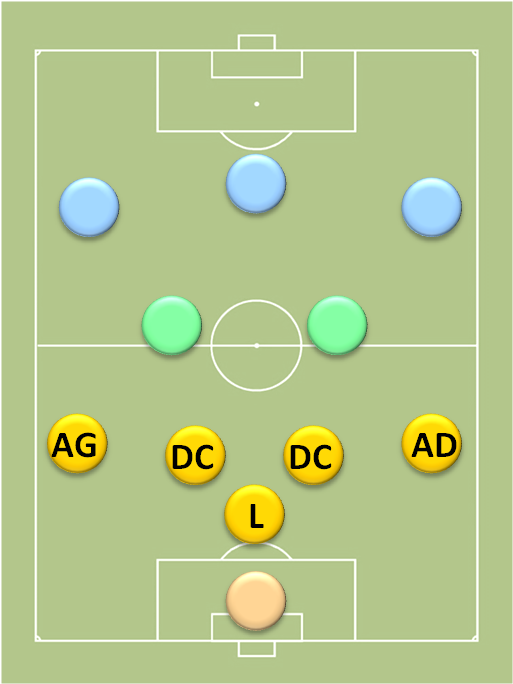
Positionnement du libéro ("L") au centre de la défense dans un système 5-2-3.

Au football, le libéro est un joueur défensif dont le rôle est de couvrir ses coéquipiers défenseurs. Il se trouve par conséquent derrière les autres joueurs de la défense mais devant le gardien de but, et n'est pas tenu au marquage individuel.

## Historique
Libero veut dire « libre » en italien. Le mot a été employé au sens actuel pour la première fois par le journaliste italien Gianni Brera ; il s'est ensuite répandu dans maintes langues. À l'origine, il caractérisait le joueur qui évoluait derrière ses défenseurs et qui verrouillait les brèches de sa défense, dans le championnat italien. Ce rôle nécessitait que son positionnement fût libre, derrière la défense, d'où l'appellation. Au début, il était dévolu aux joueurs plutôt rugueux et physiques, il était capable d'intervenir comme dernier défenseur. Le système du libéro prenait tout son sens dans le catenaccio italien mis en place par Helenio Herrera à l'Inter Milan au milieu des années 1960, qu'Alfredo Foni avait déjà testé quelques années auparavant. Ce système s'inspirait de l'organisation de jeu mise en place par l'Autrichien Karl Rappan dans l'équipe de Suisse dans les années 1930 et 1940. En plaçant un défenseur juste devant le gardien, Rappan avait inventé le poste de libéro.
Cependant, le rôle du libéro va considérablement évoluer à la fin des années 1960, grâce à l'Allemand Franz Beckenbauer. Sur les conseils de son entraîneur Branko Zebec, Beckenbauer réinvente le poste et fait du libéro un atout offensif. En effet, par sa liberté sur le terrain, le libéro, exempt de tout marquage, peut dès lors se joindre à l'attaque et participer au jeu offensif. Dans cette organisation tactique, le libéro est alors souvent un milieu offensif reconverti, possédant une bonne vision du jeu et de grandes qualités techniques, et capable de se transformer en véritable meneur de jeu. Le système de jeu avec un libéro va être particulièrement prisé dans les années 1970 et 1980, en particulier en Allemagne, où le rôle de libéro était souvent réservé aux meilleurs joueurs de l'équipe.
Néanmoins, le recours à un libéro va tomber en désuétude au cours des années 1990. La systématisation de la défense en ligne imposée par Arrigo Sacchi (où les quatre défenseurs jouent tous sur une même ligne afin de mettre l'adversaire hors-jeu) et le choix de privilégier le marquage dit en zone plutôt que le marquage individuel vont sonner le glas du libéro. De plus, l'obligation pour le gardien de systématiquement jouer les ballons donnés par ses coéquipiers au pied ou de la tête (et non plus de la main comme auparavant) va précipiter la disparition des libéros. C'est désormais le gardien qui assure les relances comme dernier défenseur.
Le terme « libéro » est cependant encore usité dans le football, souvent à tort puisqu'il est difficile de considérer ce rôle dans une défense en ligne. Dans ce contexte de complémentarité des défenseurs centraux, on désigne comme « libéro » celui des deux qui est le plus technique et privilégie le placement et l'anticipation, par opposition au stoppeur, plutôt voué à faire valoir ses qualités physiques. En réalité, les meilleures équipes ont des défenseurs centraux jouant sur les deux registres, alors que les moins bonnes se contentent en général de joueur au profil de stoppeur.
On peut aussi remarquer que cette disparition du libéro est quelquefois compensée, lors de balle en profondeur derrière la défense, par la sortie du gardien au-delà de sa surface de réparation — ceci étant facilité par la capacité des gardiens modernes à utiliser aussi bien leurs pieds que leurs mains.